# Hakuou
Die Hakuou (japanisch はくおう Hakuō) ist ein 1996 als Suzuran in Dienst gestelltes Fährschiff der japanischen Reederei Shin Nihonkai Ferry. Sie stand bis 2012 im regulären Fährdienst und wird unter ihrem jetzigen Namen seit 2013 unter Charter vom japanischen Verteidigungsministerium eingesetzt.

## Geschichte
Die Suzuran wurde am 6. März 1995 unter der Baunummer 3062 in der Werft von IHI in Otaru auf Kiel gelegt und lief am 12. Juli 1995 vom Stapel. Nach der Übernahme durch Shin Nihonkai Ferry nahm am 30. Mai 1996 nahm das Schiff am 11. Juni 1996 den Fährbetrieb zwischen Tsuruga und Otaru auf. Am selben Tag erfolgte auch die Indienststellung des Schwesterschiffs Suisen auf derselben Strecke.
Seit September 2002 stand die Suzuran zwischen Tomakomai und Tsuruga im Einsatz. Im Juni 2012 wurde sie nach 16 Dienstjahren ausgemustert und in Sakaide aufgelegt. Eine neue Suzuran ersetzte sie im selben Jahr. Nach über einem Jahr Liegezeit vercharterte Shin Nihonkai Ferry das Schiff an das japanische Verteidigungsministerium. Die in Hakuou umbenannte Fähre wird seitdem als logistische Unterstützung zum Transport von Personal, Ausrüstung und Fahrzeugen bei Einsätzen der Selbstverteidigungsstreitkräfte eingesetzt.
Während der COVID-19-Pandemie lag die Hakuou ab Februar 2020 als Quarantäneschiff in der Yokosuka Navy Base nahe Tokio. Sie konnte in dieser Rolle bis zu 500 Personen unterbringen.